# Oscar Moglia
Oscar Aldo Moglia Eiras (Montevidéu, 1 de fevereiro de 1935 - 8 de outubro de 1989) foi um basquetebolista uruguaio que integrou a Seleção Uruguaia que conquistou a medalha de bronze disputada nos XVI Jogos Olímpicos de Verão de 1956 realizados em Melbourne, Austrália.